# An Lạc (xã)
An Lạc là một xã thuộc tỉnh Bắc Ninh, Việt Nam.

## Địa lý
Xã An Lạc có vị trí địa lý:
- Phía đông giáp xã Thái Bình, tỉnh Lạng Sơn và các xã Kỳ Thượng, Lương Minh, tỉnh Quảng Ninh
- Phía tây giáp xã Sơn Động
- Phía nam giáp xã Dương Hưu
- Phía bắc giáp xã Vân Sơn.

Xã An Lạc có diện tích 134,15 km², dân số 8.331 người, mật độ dân số đạt 62 người/km².

## Lịch sử
Ngày 16 tháng 6 năm 2025, Ủy ban Thường vụ Quốc hội ban hành Nghị quyết số 1658/NQ-UBTVQH15 của UBTVQH về việc sắp xếp các đơn vị hành chính cấp xã của tỉnh Bắc Ninh năm 2025. Theo đó, sắp xếp toàn bộ diện tích tự nhiên, quy mô dân số của xã Lệ Viễn và xã An Lạc thành xã mới có tên gọi là xã An Lạc.